# Grand Prix de Futsal de 2015
O Grand Prix de Futsal de 2015 foi a décima edição do evento organizado pela Federação Internacional de Futebol (FIFA), e foi disputada entre os dias 4 e 8 de novembro, em Uberaba, Minas Gerais.
O Brasil se sagrou eneacampeão da competição e de forma invicta, ao vencer o Irã na final por 4 a 3.

## Sede
Centro Olímpico Engenheiro Wagner do Nascimento, em Uberaba.

## Participantes
| AFC (1) - Irã | CONCACAF (1) - Guatemala | CONMEBOL (4) - Brasil - Colômbia - Uruguai - Paraguai CAF (2) - Angola - Zâmbia |

## Regulamento
O Grand Prix de Futsal é uma competição internacional disputada de acordo com as regras de jogo oficiais da FIFA, disputadas por 8 países, filiadas à FIFA, todas convidadas pela Confederação Brasileira de Futebol de Salão (CBFS).
A competição será disputada em 3 fases, Fase Classificatória, Fase Semifinal e Fase Final.
Na Fase Classificatória as 8 equipes serão divididas em dois grupos, chamados “A” e “B”, com três equipes em cada grupo, que jogarão entre si, dentro dos grupos, no sistema de rodízio simples. As equipes classificadas em 1º e 2º lugares dos grupos “A” e “B” estarão classificadas à Fase Semifinal, que será disputada em jogo único. As vencedoras do confronto disputam a final e os perdedores o terceiro lugar. As equipes desclassificadas na primeira fase disputam o quinto lugar e o sétimo lugar também em jogo único.

## Primeira fase
|  | Equipes classificadas às semi-finais |
|  | Equipes eliminadas                   |

### Grupo A
| #  | Seleção   | Pts | J | V | E | D | GP | GC | SG  |
| -- | --------- | --- | - | - | - | - | -- | -- | --- |
| 1º | Brasil    | 9   | 3 | 3 | 0 | 0 | 23 | 3  | +20 |
| 2º | Paraguai  | 3   | 3 | 1 | 0 | 2 | 10 | 11 | -1  |
| 3º | Guatemala | 3   | 3 | 1 | 0 | 2 | 9  | 17 | –8  |
| 4º | Zâmbia    | 3   | 3 | 1 | 0 | 2 | 9  | 20 | –11 |

Jogos
| 4 de novembro | Paraguai | 3 – 6 | Guatemala | Ginásio do Centro Olímpico, Uberaba |
| 14:00         |          |       |           |                                     |

| 4 de novembro | Brasil | 11 – 2 | Zâmbia | Ginásio do Centro Olímpico, Uberaba |
| 19:15         |        |        |        |                                     |

| 5 de novembro | Zâmbia | 2 – 6 | Paraguai | Ginásio do Centro Olímpico, Uberaba |
| 13:45         |        |       |          |                                     |

| 5 de novembro | Brasil | 9 – 0 | Guatemala | Ginásio do Centro Olímpico, Uberaba |
| 19:15         |        |       |           |                                     |

| 6 de novembro | Guatemala | 3 – 5 | Zâmbia | Ginásio do Centro Olímpico, Uberaba |
| 16:00         |           |       |        |                                     |

| 7 de novembro | Brasil | 3 – 1 | Paraguai | Ginásio do Centro Olímpico, Uberaba |
| 21:00         |        |       |          |                                     |

### Grupo B
| #  | Seleção  | Pts | J | V | E | D | GP | GC | SG  |
| -- | -------- | --- | - | - | - | - | -- | -- | --- |
| 1º | Irã      | 9   | 3 | 3 | 0 | 0 | 18 | 4  | +14 |
| 2º | Colômbia | 6   | 3 | 2 | 0 | 1 | 8  | 6  | +2  |
| 3º | Uruguai  | 3   | 3 | 1 | 0 | 2 | 9  | 15 | –6  |
| 4º | Angola   | 0   | 3 | 0 | 0 | 3 | 2  | 12 | –10 |

Jogos
| 4 de novembro | Uruguai | 4 – 2 | Angola | Ginásio do Centro Olímpico, Uberaba |
| 16:00         |         |       |        |                                     |

| 4 de novembro | Colômbia | 1 – 4 | Irã | Ginásio do Centro Olímpico, Uberaba |
| 21:30         |          |       |     |                                     |

| 5 de novembro | Uruguai | 2 – 6 | Colômbia | Ginásio do Centro Olímpico, Uberaba |
| 16:00         |         |       |          |                                     |

| 5 de novembro | Irã | 7 – 0 | Angola | Ginásio do Centro Olímpico, Uberaba |
| 21:15         |     |       |        |                                     |

| 6 de novembro | Irã | 7 – 3 | Uruguai | Ginásio do Centro Olímpico, Uberaba |
| 14:00         |     |       |         |                                     |

| 6 de novembro | Angola | 0 – 1 | Colômbia | Ginásio do Centro Olímpico, Uberaba |
| 18:30         |        |       |          |                                     |

## Fase Final

### Classificação 5º–8º
|  | 7º lugar      |   |
|  | 7 de novembro |   |
|  | Zâmbia        | 1 |
|  | Angola        | 5 |

|  | 5º lugar      |   |
|  | 7 de novembro |   |
|  | Guatemala     | 0 |
|  | Uruguai       | 2 |

Jogos
| 7 de novembro | Zâmbia | 1 – 5 | Angola | Ginásio do Centro Olímpico, Uberaba |
| 18:00         |        |       |        |                                     |

| 7 de novembro | Guatemala | 0 – 2 | Uruguai | Ginásio do Centro Olímpico, Uberaba |
| 20:00         |           |       |         |                                     |

### Classificação 1º–4º
|  | Semi-final    | Semi-final    |   |                | Final          | Final |  |
|  |               |               |   |                |                |       |  |
|  | 7 de novembro |               |   |                |                |       |  |
|  | Irã           | 2             |   |                |                |       |  |
|  | Paraguai      | 0             |   |                |                |       |  |
|  |               |               |   |                |                |       |  |
|  |               |               |   |                | 8 de novembro  |       |  |
|  |               |               |   |                | Brasil         | 4     |  |
|  |               | Irã           | 3 |                |                |       |  |
|  |               |               |   |                |                |       |  |
|  |               |               |   |                |                |       |  |
|  |               |               |   |                | 3º lugar       |       |  |
|  | 7 de novembro | 7 de novembro |   | 16 de novembro | 16 de novembro |       |  |
|  | Brasil        | 5             |   | Colômbia       | 1              |       |  |
|  | Colômbia      | 0             |   |                | Paraguai       | 0     |  |

Semifinais
| 7 de novembro | Irã | 2 – 0 | Paraguai | Ginásio do Centro Olímpico, Uberaba |
| 13:00         |     |       |          |                                     |

| 7 de novembro | Brasil | 5 – 0 | Colômbia | Ginásio do Centro Olímpico, Uberaba |
| 16:00         |        |       |          |                                     |

3º lugar
| 8 de novembro | Colômbia | 1 – 0 | Paraguai | Ginásio do Centro Olímpico, Uberaba |
| 8:00          |          |       |          |                                     |

Final
| 8 de novembro | Brasil | 4 – 3 | Irã | Ginásio do Centro Olímpico, Uberaba |
| 11:00         |        |       |     |                                     |

## Premiação
| Rank | Team      |
| ---- | --------- |
| 1    | Brasil    |
| 2    | Irã       |
| 3    | Colômbia  |
| 4    | Paraguai  |
| 5    | Uruguai   |
| 6    | Guatemala |
| 7    | Angola    |
| 8    | Zâmbia    |

| Gran Prix de Futsal de 2015 |
| --------------------------- |
| Brasil Campeão (9° título)  |